# Julián Estéban
Julián Estéban (ur. 16 września 1986 w Genewie) – szwajcarsko-hiszpański piłkarz.

## Kariera piłkarska

### Klubowa
Estéban miał wielki przełom w sezonie 2006/07 i zdobył 14 bramek w 17 meczach, tylko w pierwszej połowie sezonu. Wiele czołowych europejskich klubów, w tym Arsenal F.C., AFC Ajax i Dinamo Zagrzeb były nim zainteresowane.
W październiku 2006., Esteban podpisał czteroletni kontrakt z Stade Rennais FC, warty około 7 mln franków szwajcarskich. Był czwartym Szwajcarem, który wdział tam francuski strój, po Christophe Ohrel i Marco Grassi i Alexander Frei (których także grał w Servette przed Rennes).
W dniu 3 marca 2007 r., Esteban zagrał swój pierwszy mecz ligowy w Rennes, z AJ Auxerre, występując cztery minuty. Pojawiał się bardzo rzadko, w sumie w mniej niż 10 meczach. Latem 2009 wrócił do rodzinnego Servette FC wypożyczony ze Stade Rennais FC. Zagrał 14 razy, strzelił dwa razy.
W dniu 31 lipca 2010, Esteban podpisał z Servette FC na umowę na czas nieokreślony, a Stade Rennais FC zgodził się na rozwiązanie umowy, ponieważ jego występy w Stade Rennais były bardzo słabe.

### Reprezentacja
W latach 2006–2007 był powoływany do reprezentacji Szwajcarii U-21.